# Stryszów (stacja kolejowa)
Stryszów – stacja kolejowa w Stryszowie, w województwie małopolskim, w powiecie wadowickim. Według klasyfikacji PKP ma kategorię dworca lokalnego.

## Ruch pasażerski
| Rok  | Wymiana pasażerska na dobę |
| ---- | -------------------------- |
| 2017 | 10-19                      |
| 2022 | 20-49                      |

W 2011 Wojewoda małopolski przekazał gminie Stryszów pochodzący z 1886 roku dworzec wraz z kilkoma kilometrami torów.

## Połączenia
- Kraków Główny
- Sucha Beskidzka
- Zakopane